# بهکهی خرد
بهکهی خرد (به انگلیسی: Bhikhi Khurd) یک منطقهٔ مسکونی در پاکستان است که در سرگودها واقع شده‌است.